# Orsi Trattori

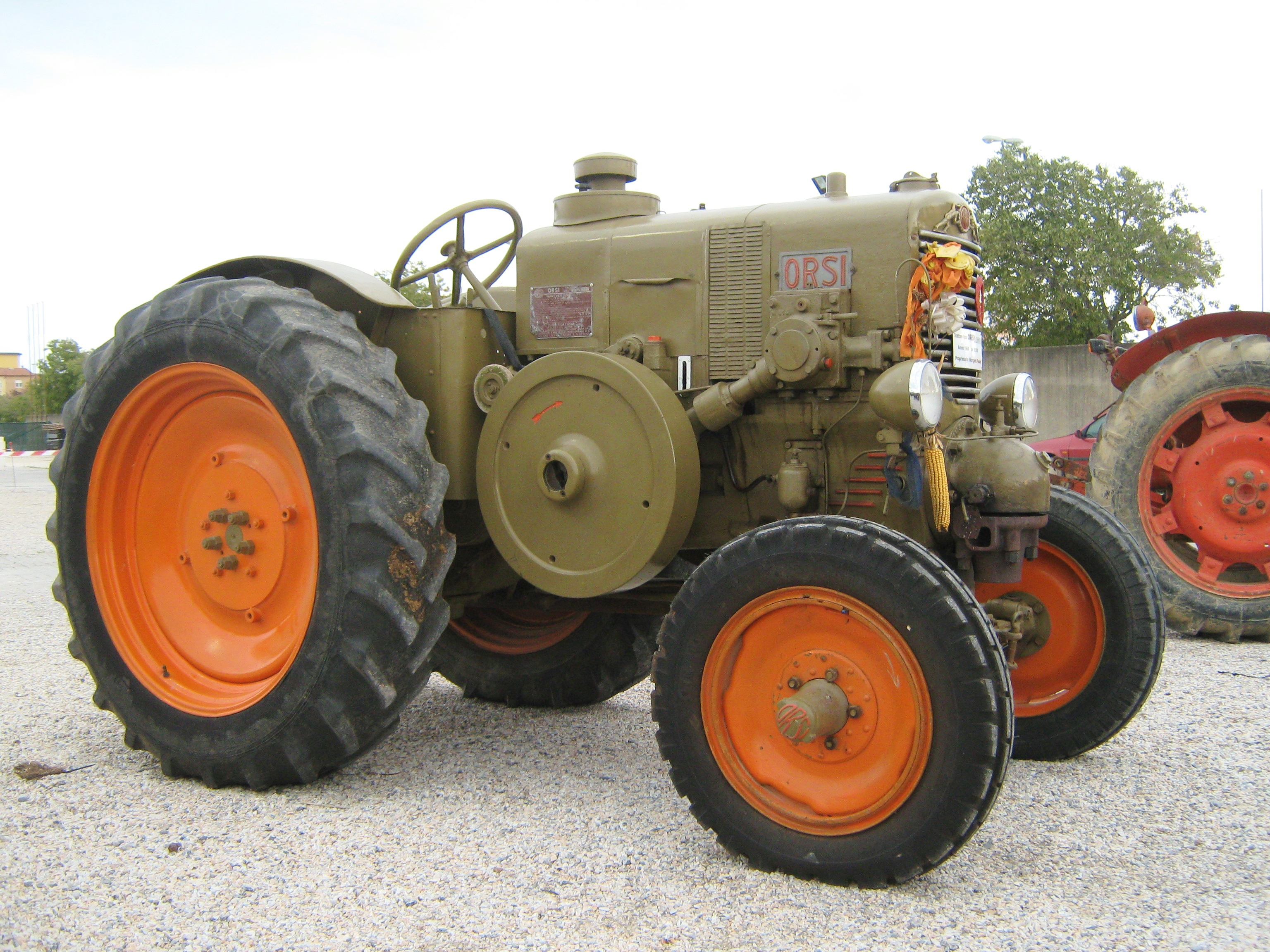
Tracteur Orsi à roues avec moteur à tête chaude

Orsi S.p.A. était une entreprise implantée dans la ville de Tortona dans la  province d'Alexandrie, constructrice de machines agricoles depuis 1901.
La société arrêtera son activité le 2 juillet 1964.

## L'histoire
C'est en 1881 que Pietro Orsi ouvre dans sa ville de Tortona une quincaillerie et dans la cour un atelier de forgeron où il répare et fabrique les outils des fermiers locaux.
Son jeune fils Giuseppe le rejoint dans ses activités dès l'âge de 19 ans en 1901. Il construit la première presse pour paille de sa carrière en 1902 et en 1903, sa première batteuse. En 1907, il présente sa première "locomobile" à vapeur qui sert pour le fonctionnement de toutes ses machines.
En 1911, Pietro Orsi décède et son fils Giuseppe reste seul à la direction de la petite entreprise qui s'est vue récompensée par l'International Exibition de Richmond en Grande Bretagne avec la médaille d'or.
En 1931, il présente son premier tracteur agricole équipé d'un moteur à tête chaude, un monocylindre de 10 340 cm3 de cylindrée développant 32 ch à 560 -tr/min. En 1933, il lance le modèle 35-40 qui comporte quelques modifications comme le double radiateur de refroidissement et un nouveau sélecteur de vitesses. En 1934, il lance le modèle 40 ch qui restera la base sur laquelle tous les modèles de la marque seront construits jusqu'à la fin de la Seconde Guerre mondiale.
Annoncé en 1938, mais commercialisé à partir de 1940, la société Orsi, transformée au lendemain de la guerre en société anonyme, présente son premier tracteur à chenilles. Bien que ce tracteur dispose de qualités indéniables, il ne sera fabriqué qu'en très peu d'exemplaires en raison de la période délicate de la Seconde Guerre mondiale. Durant le conflit, l'usine sera réquisitionnée pour l'effort de guerre et transformée pour fabriquer des grenades.

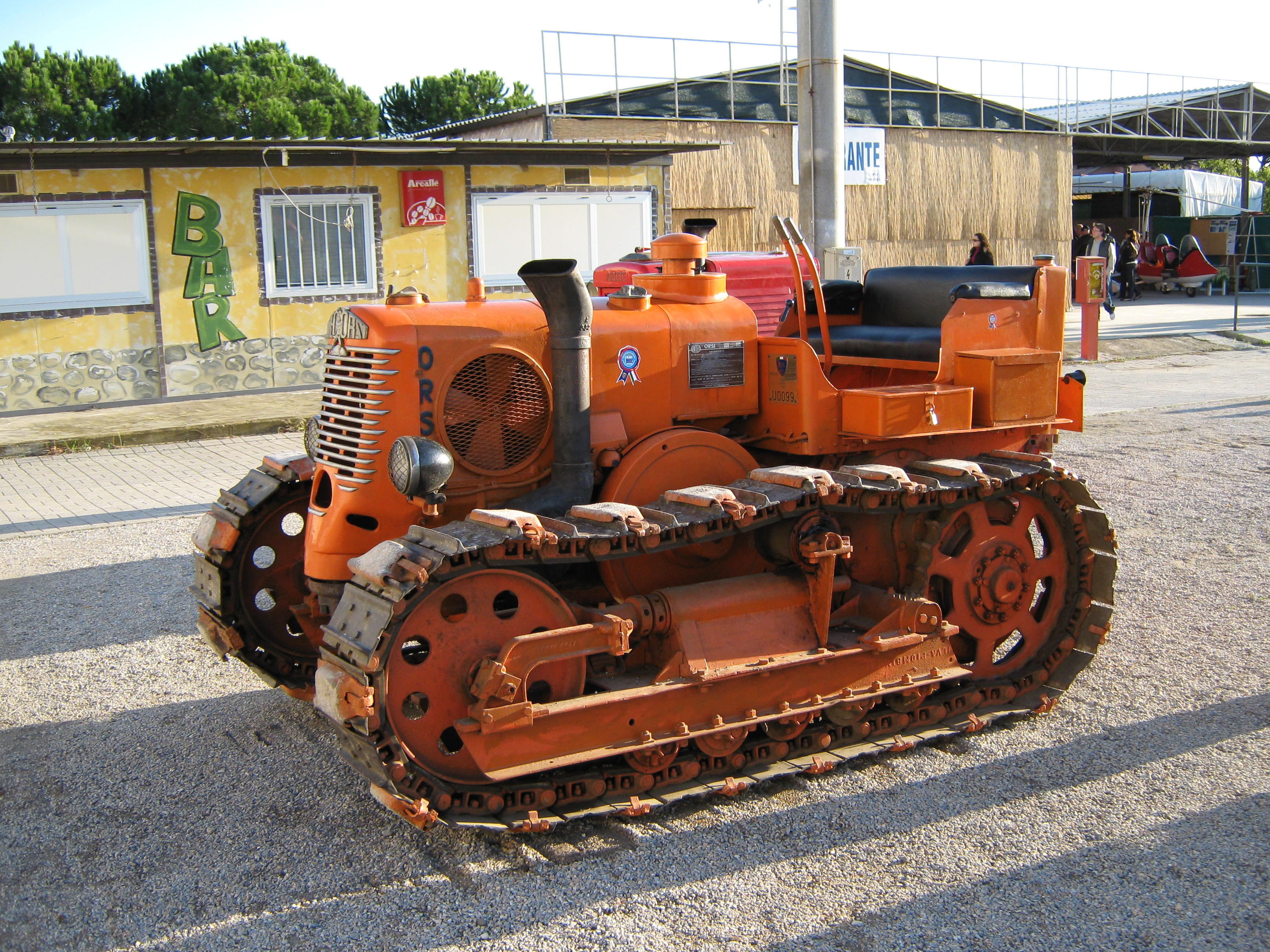
Tracteur Orsi Anteo à tête chaude

Au lendemain de la guerre, Giuseppe Orsi décède. Ses fils sont morts au combat et après une période trouble, en 1951, la famille fait appel à l'ingénieur Ulisse Bubba, qui intervenait dans l'entreprise de son père, la société Bubba Trattori pour concevoir un nouveau tracteur de 25 Ch, avec un moteur à tête chaude comme de coutume à l'époque. Le projet est un véhicule techniquement à l'avant garde avec une ligne moderne mais qui ne reçoit pas l'aval de la direction de l'entreprise qui se replie sur une évolution d'anciens modèles O25 et O35. Avec le modèle Argo à chenilles de 1953, ce seront les derniers à avoir un moteur à tête chaude. Tous les nouveaux modèles Orsi seront équipés de moteurs diesel rapide et achetés à des fournisseurs spécialisés extérieurs à partir de 1956 avec les modèles à roues OD 30 et OD 37 et en 1957 avec le tracteur à chenilles CD 30, tous trois équipés de moteurs Perkins.
En 1958, la société lance une moissonneuse-batteuse. En 1960, fière de sa réputation acquise même à l'étranger, Orsi SpA signe un accord de coopération avec les constructeurs suisse Vevey tracteurs et allemand Hanomag machines de travaux publics pour fabriquer et livrer ses modèles pour être commercialisés sous leur marque et couleurs. Malheureusement, Hanomag n'a pas honoré ses engagements financiers et a contraint la société Orsi SpA à arrêter ses activités le 2 juillet 1964 et à déposer son bilan.